# E134 (trasa europejska)
E134 – trasa europejska biegnąca przez Norwegię. Zaliczana do tras kategorii B droga łączy Haugesund z Drammen. Jej długość wynosi 402 km.